# Elsa Fornero
Elsa Fornero es una economista y docente italiana, titular desde el 16 de noviembre de 2011 del Ministerio de Trabajo y Política de su país en el gobierno técnico liderado por Mario Monti. Preside el Cerp, un prestigioso think tank europeo relacionado con el Estado del bienestar y trabajó para Intesa Sanpaolo.
En el gobierno, aplicó una reforma de las pensiones que elevó la edad de jubilación a los 67 años y la duración de las cotizaciones a 42 años.